# Иларион Грузијски
Иларион Грузијски (+882.) - светитељ, пореклом из богате кнежевске кахетске породице Донаури.
Са дванаест година пострижен је у манастиру који је подигао његов рођени отац у области Кахетија, из којег се са шеснаест година преселио у манастир Светог Давида Гареџиског. Живео је тамо десет година. Са тридесет година постао је игуман новог манастира, али је убрзо отишао да се поклони светим местима.
Проживевши 17 година у Јорданској пустињи, вратио се и саградио манастир за своју родбину из родитељског дома и сам се настанио у манастиру Давид Гареџи, коме је поклонио половину свог имања. Убрзо је отишао на Олимп, где је провео пет година; затим је посетио Цариград (данас Истанбул) и Рим, и, после трогодишњег боравка у Солуну, преминуо је 882. године. 
Православна црква га празнује се 19. новембра. Иларион се бавио преводом Светог писма и аскетских књига на грузијски језик .